# William Robertson
William Robertson (19. září 1721 Borthwick – 11. června 1793 Edinburgh) byl skotský historik, duchovní ve skotské církvi a rektor Edinburské univerzity. Jeho významný přínos spočívá v historiografii skotských a španělských dějin, zahrnujících také španělskou Ameriku.

## Raný život
Narodil se v Borthwicku jako syn pastora Williama Robertsona (1686–1745) a jeho manželky Eleanor Pitcairnové, dcery Davida Pitcairna z Dreghornu. Navštěvoval zdejší farní školu, odkud pokračoval na gymnázium v Dalkeithu. Později se rodina kvůli otci přestěhovala do Edinburghu, když se stal v roce 1733 pastorem kostela Lady Yesterové. Následně se jeho otec roku 1736 přesunul do Old Greyfriars Kirk v Edinburghu. Po absolvování studií bohosloví na univerzitě v Edinburghu (1733–41) obdržel v roce 1741 povolení kázat. Roku 1759 získal titul doktor teologie.

## Kariéra
V roce 1743 přijal pozici duchovního ve farnosti Gladsmuir ve Středním Lothianu a od roku 1759 působil stejně jako jeho otec v kostelech Lady Yesterové a Greyfriars Kirk. Během jakobitského povstání v roce 1745 prokázal svoji oddanost presbyteriánům a whigům tím, že se dobrovolně zapojil do obrany města před Jakobity vedenými princem Karlem Eduardem Stuartem.
V roce 1754 se stal zakládajícím členem intelektuální elity The Select Society, známé také jako Edinburgh Select Society. Robertson získal roku 1761 post dvorního kaplana u krále Jiřího III. V roce 1762 byl zvolen do funkce rektora Edinburské univerzity a následujícího roku zastával i post moderátora valného shromáždění skotské církve. V roce 1764 přijal obnovenou pozici Královského historiografa, která byla od roku 1709 neobsazená.

## Historické dílo
Jeho nejvýznamnějším dílem je Historie Skotska 1542–1603, na níž začal pracovat v roce 1753 a poprvé ji publikoval roku 1759. Robertson též přispěl k dějinám Španělska a španělské Ameriky prostřednictvím svého díla Historie Ameriky (1777). Toto dílo představuje první trvalý pokus popsat objev, dobytí a osídlení španělské Ameriky od Décadas de Herrera. Historie Ameriky obsahuje i životopis krále Karla V.
V tomto obsáhlém díle Robertson nabízí vysoce kvalitní přehled o vývoji evropské společnosti. Zaměřuje se na postupnou erozi feudálního systému v důsledku vzniku svobodných měst, obrození vzdělanosti a implementace římského práva. Zvláštní důraz klade na vznik královské autority a udržování vyváženosti moci mezi státy. Zdůrazňuje, že klíčovým faktorem v pokroku civilizace byl rozvoj obchodu, který byl podporován právními rámcovými podmínkami a konceptem soukromého vlastnictví.

## Pozdější život
Byl významnou postavou skotského osvícenství a ve skotské církvi zastával umírněné názory.
V roce 1783 se stal zakládajícím členem Royal Society of Edinburgh. 
Zemřel na žloutenku dne 11. června 1793 v Grange House na jihu Edinburghu, velkém, nyní zdemolovaném sídle, které dalo jméno okresu Grange. Je pohřben v Greyfriars Kirkyard v Edinburghu.